# Della Faille d'Assenede
De familie della Faille d'Assenede was een van de takken van de Zuid-Nederlandse adellijke familie della Faille.

## Geschiedenis
De stamvader van alle della Failles, Pieter della Faille (1478-1546) had een tweede zoon, Pierre van der Faille (1516-1581), die, hoewel uiteraard jonger dan zijn vader, de Oude werd genaamd. Hij was niet zo fertiel als zijn oudere broer Jean de la Faille (1515-1582) ook bijgenaamd de Oude. Slechts de familie Assenede onder de verschillende familietakken stamde van Pieter af.
Pieter 'de Oude' trouwde met Josine van der Bruggen († 1604). Hij kwam ongelukkig aan zijn dood door te verdrinken in de vestinggracht rond Antwerpen.

## Piat Pierre della Faille
Ze hadden als zoon Piat Pierre della Faille (1567-1610), die achtereenvolgens trouwde met Catherine Charles (1567-1596) en met Marie della Faille (1574-1643).
Piat trok als jonge man naar Verona en dreef er zijn hele leven een winstgevende handel, weldra als hoofd van de Veronese vestiging. Hij exporteerde allerlei Italiaanse luxeproducten. Hij leidde ook drie zijdespinnerijen. Daarbij bleef hij in nauwe handelsbetrekkingen met de Antwerpse familie.
Hij kwam zijn eerste vrouw, Catherine Charles (1567-1596) in Antwerpen halen waar ze tot een belangrijke handelsfamilie behoorde. Na een zoon, Pietro, ter wereld te hebben gebracht in 1594, overleed Catherine in 1596.
De tweede vrouw, die hij opnieuw in Antwerpen ging zoeken, was een dochter van Charles della Faille (1546-1617), derde zoon van Jan della Faille 'de Oude' en van zijn tweede vrouw Cecile Grammaye. Charles werd hervormingsgezind en trok naar Dordrecht, zonder zich veel om zijn dochters te bekommeren. Marie della Faille (1574-1643) had dan ook alle moeite om met de hulp van verschillende familieleden de vereiste bruidsschat bijeen te zamelen. Het lukte uiteindelijk en in april 1598 ging het huwelijk door. Twee zoons en een dochter kwamen uit dit huwelijk voort.
Na de toch vroegtijdige dood van Piat (hij was amper vijftig), kwam de weduwe naar de Zuidelijke Nederlanden terug en, na enig verblijf in Antwerpen, trouwde ze met de Gentse eerste pensionaris Jan van der Speeten († 1644). Het huwelijk bleef kinderloos en Van der Speeten omringde zijn stiefkinderen met zijn vaderlijke liefde.

## Jean Baptiste della Faille d'Assenede
De eind 1599 in Verona geboren zoon van Piat en Marie della Faille, Jean Baptiste della Faille (1599-1666) kwam, na de dood van zijn vader, met zijn moeder, zijn broer en zus, eerst in Antwerpen en weldra in Gent wonen, als gevolg van het huwelijk van de weduwe.
Hij studeerde bij de jezuïeten in Dowaai en vervolgens aan de universiteit van Leuven. In 1622 behaalde hij het diploma van licentiaat in de rechten en werd advocaat bij de Raad van Vlaanderen. Hij trad in eerste huwelijk met Anne Marie van den Brouck († 1638), met wie hij zes zoons en een dochter had. Hij hertrouwde in 1643 met Marie de Cordes, weduwe Hacquart, met wie hij nog drie kinderen had.
In 1632 werd hij benoemd tot raadsheer in de Raad van Vlaanderen. In 1642 kocht hij drie heerlijkheden in Sint-Maria-Lierde. Ondertussen was hij, door verschillende erfdelen, een belangrijke grondeigenaar geworden. In 1644 werd hij tot ridder verheven. In 1649 kocht hij de heerlijkheid Assenede, die voortaan zijn naam aan de familie zou geven. Van zijn stiefvader erfde hij onder meer de heerlijkheid Eeklo. In Gent kocht hij als residentie het Hof van Ravenstein, tegenover de Sint-Niklaaskerk.
Hij werd in 1650 benoemd tot voorzitter van de Raad van Vlaanderen en was hierdoor een van de voornaamste personages van zijn tijd in de Zuidelijke Nederlanden.
De laatste levensjaren van Jean Baptiste werden vergald door echtelijke problemen en financiële ruzies, die vooral werden aangewakkerd door tegenstrijdige belangen van de kinderen uit het eerste en het tweede huwelijk. De ruzie liep zo hoog op dat Marie de Cordes het echtelijk dak verliet en klacht tegen haar man neerlegde. Het proces dat werd ingezet en dat moest leiden tot een scheiding, begon met het afleggen van verklaringen door beide echtelieden. Daarop werd een hele reeks getuigen verhoord, die de thesis van de ene of de andere verdedigden. Het proces viel stil door de plotse dood van Jean Baptiste op 28 augustus 1666. Hij overleed in het Hof van Ravestein en werd er tegenover in de Sint-Niklaaskerk begraven.
De onmiddellijk opgestelde staat van de roerende en onroerende eigendommen besloeg meer dan 200 bladzijden. Er werd nog jaren geprocedeerd tussen Marie de Cordes en haar kinderen enerzijds en de kinderen uit het eerste huwelijk anderzijds.

## Pierre-Idesbald della Faille d'Assenede
Pierre della Faille d'Assenede (1627-1695) was een zoon van Jean-Baptiste della Faille en zijn eerste vrouw Anne-Marie van den Broucke. Zelf trouwde hij in 1653 met Marie Haccart (1635-1709), een dochter van zijn stiefmoeder. Men kan aannemen dat de ruzie tussen zijn vader en zijn stiefmoeder hem het leven niet zal vergemakkelijkt hebben. Hij lijkt zich zoveel mogelijk buiten de familietwisten te hebben gehouden.
Na studies in het college van Douai werd hij militair en trad toe tot een Duits regiment dat actie voerde in het Duitse keizerrijk en in de streek van Milaan. Na een paar jaar keerde hij naar Gent terug. Hij werd in 1652 schepen van de Keure. In 1653 postuleerde hij niet meer voor dit ambt. Hij trouwde dat jaar met Marie Catherine Haccart. Enkele maanden later werd hij benoemd, mits het betalen van een 'engagère' van 45.000 pond Vlaams, tot algemeen ontvanger van de Beden en Subsidies van het graafschap Vlaanderen. Hij vervulde dit ambt tot in 1678 en liet het toen over aan zijn zoon Jean Baptiste.
Pierre vond dat hij belangrijk genoeg was om een riddertitel te bekomen. Hij vroeg die aan en werd ermee vereerd in 1656.
Na zich eerst gedurende enkele jaren volledig te hebben toegelegd op zijn ontvangersschap, trad hij opnieuw in de Gentse politiek. In 1660 en 1661 werd hij tweede schepen van de Keure. In 1664 werd hij 'voorschepen' of eerste schepen van Gent, in de praktijk burgemeester van Gent en voorzitter van de Staten van Vlaanderen. Van 1667 tot 1669 was hij opnieuw tweede schepen. Van 1670 tot 1672 was hij eerste schepen van Ghedele, van 1672 tot einde 1674 eerste schepen van de Keure. Hij was tussen 1881 en 1688 voortdurend schepen van de Keure of van Ghedele. Hij was zodoende meer dan twintig jaar lid van een van beide Gentse colleges.
Het echtpaar had drie kinderen: Jean Baptiste (1654), Pierre Idesbald (1663-1686) en Marie Louise (1674). Vanaf 1668 was hij de enige eigenaar van het ouderlijk huis, het Hof van Ravestein. Hij erfde ook de heerlijkheden Sint-Marie-Lierde, Sint-Pol en Nieuwenborch.
Hij overleed op 16 november 1695 en werd in de Sint-Niklaaskerk begraven.

## Jean-Baptiste della Faille d'Assenede
Jean-Baptiste della Faille d'Assenede (1654-1703) trouwde in 1682 met Isabelle della Faille de Nevele (1660-1732) die hem negen kinderen schonk.
Hij was nog maar vierentwintig toen zijn vader hem het algemeen ontvangersschap voor het graafschap Vlaanderen overdroeg.
Hij was maar negenenveertig toen hij stierf en al zijn kinderen waren nog minderjarig.

## Jean François della Faille d'Assenede
Jean François (Gent, 22 april 1688 - 15 mei 1761), oudste zoon van Jean Baptiste, trouwde met Marie d'Hane Steenhuyse (1696-1760).
Hij was nog geen zestien toen zijn vader overleed, maar met de nodige steun van hooggeplaatsten bekwam zijn moeder dat het ambt van algemeen ontvanger van de beden en subsidies aan hem werd toegekend, mits er tot aan zijn meerderjarigheid een plaatsvervanger zou fungeren. In 1713 nam hij effectief het ambt op en oefende het meer dan veertig jaar uit.
In 1716 kocht hij het kasteel van Winkele om er de zomermaanden door te brengen. In 1718 trouwde hij met Marie d'Hane (Steenhuyse). Ze kregen twaalf kinderen, van wie er zes vroeg stierven. Hij nam het Hof van Ravestein over, met de voorwaarde dat er nog een vleugel voorbehouden bleef aan zijn moeder, tot aan haar dood.
Vanaf 1735 was hij schepen van Ghedele tot in 1749. Van 1749 tot 1754 was hij eerste schepen van de Keure. In 1755 werd het ambt van algemeen ontvanger voor de beden en subsidies opgeheven, en della Faille kreeg de 'engagère' met jaarlijkse stortingen terugbetaald.

## Emmanuel della Faille d'Assenede
Emmanuel Jean Joseph della Faille d'Assenede (Gent, 6 september 1728 - 28 januari 1808), zoon van de voorgaande, studeerde rechten in Leuven. Hoewel hij de volle vier jaar niet uitdeed, kreeg hij, met dispensatie, zijn diploma van licentiaat in de rechten.
In 1752 trouwde hij met de rijke erfdochter Sabine de Ghellinck (1735-1782). Vanaf de dood van zijn vader bewoonden ze het Hof van Ravestein. Ze kregen acht kinderen van wie een paar zeer jong stierven. Hij zette zich vooral in voor het goede beheer van zijn uitgebreid fortuin.
Zijn rijkdom bracht er hem toe, op basis van zijn uitgebreid onroerend bezit, een titel van graaf te solliciteren, op de heerlijkheid Assenede. In 1768 werd hij door keizerin Maria Theresia inderdaad vereerd met de titel graaf, overdraagbaar bij eerstgeboorte.
Weduwnaar geworden, was Assenede de zestig voorbij, toen hij plots in de nationale politiek terechtkwam. In juli 1787 vertrok hij als lid van een delegatie die in Wenen de grieven van de Zuid-Nederlanders ging voorleggen. Hij maakte er zich bekend als een besliste tegenstander van de hervormingen van Jozef II. Toen de Brabantse Revolutie losbrak, sloot hij er zich bij aan. De wet werd in Gent vernieuwd en Assenede werd tot eerste schepen benoemd. Hij bleef dit tot in 1791, dus ook nog een hele tijd na de terugkeer van de Oostenrijkers. Wanneer ze, na de korte Franse episode van einde 1792, terugkeerden, benoemden ze Assenede tot eerste schepen van Gent en dat bleef hij tot aan de Franse inval van juni 1794.
Assenede vluchtte niet voor de Fransen. Hij bleef waken over zijn eigendommen en betaalde een van de hoogste oorlogsbelastingen. Hij doorstond de moeilijke jaren van de revolutie en beleefde de teruggekeerde kalmte onder het Consulaat en het keizerrijk. Hij zag zijn zoon burgemeester van Gent worden en gaf de geest, zoals zijn voorvaders, in het Hof van Ravestein.

## Joseph Sébastien della Faille d'Assenede
Graaf Joseph Sébastien Ghislain della Faille d'Assenede (Gent, 20 januari 1756 - 7 november 1830) was de laatste onder de Assenedes. Zijn biografie is te vinden onder een apart lemma.